# Revolber
Revolber (o Revolber FX), fue una banda paraguaya de rock, formada en 1999 en la ciudad de Presidente Franco, Paraguay. La banda propone una mezcla entre los géneros del rock alternativo, el ska, el pop o el funk, entre otros, además de la utilización recurrente del Jopará (mezcla entre el Idioma guaraní y el español) en sus canciones, así como también del portugués y el inglés. 
En sus casi dos décadas de trayectoria han lanzado cuatro álbumes de estudio, dos EP, un DVD (filmado en la penitenciaría de Tacumbú) llamado “Vivo en Tacumbú” y un documental titulado “Un Revolber en la Chaca”, consagrándose como una de las bandas más representativas y con más público del rock paraguayo en los últimos 20 años.

## Trayectoria
Originalmente el nombre de la banda sería "Revólver", en honor al álbum homónimo de los Beatles, pero tuvieron que cambiarlo para evitar conflictos legales. En el año 2000 , luego de mudarse a Asunción editan su primer material, llamado "Kasero, Sucio y Barato", con el que la banda comenzaría a acrecentar su cantidad de seguidores.
Para el año 2003 comienzan a preparar su segundo álbum "Kai’monomacaco", que sería lanzado en 2004; en donde se destacan canciones como "El Solo", posiblemente uno de los temas más difundidos de la época. Este disco se convertiría en un álbum icónico del rock paraguayo, además de significar un gran éxito para la banda, que comenzaría a realizar tours por todo Paraguay, Argentina, Brasil e incluso Venezuela y empezarían a compartir escena con artistas importantes de Sudamérica.
En 2008 lanzan "Sacoleiro Mágico" su tercer álbum, en donde se destacan canciones como "Astronauta Casero" o "Planeador de Han Solo". En 2011 presentarían su DVD “Vivo en Tacumbú”, y en 2013 presentan su cuarto álbum "Amoto Lado B", donde se destaca el tema "Chica Tutuka".
Cabe destacar también el lanzamientos de los EP "Marangatú Rapai" de 2015, con cinco temas inéditos en portugués, y de venta exclusiva para el mercado brasileño, y el lanzamiento en conjunto con Mad Professor, "Mad Professor vs Revolber FX", con canciones en versiones dub, donde puede encontrarse una versión de "Huye Hermano" (titulado "Tranquilidub Hermano"), conocida canción de Revolber que forma parte de la banda sonora de la multipremiada película paraguaya 7 cajas.
A lo largo de su trayectoria, Revolber también participó de varios de los festivales más grandes del cono sur sudamericano, como el Cosquín Rock, el Quilmes Rock, ambos en Argentina, tocando frente a casi 80.000 personas, así como del muy recordado Pilsen Rock en Paraguay, además de haber compartido escenario con grandes bandas y artistas internacionales como: Carajo, Molotov, Catupecu Machu, Os Paralamas Do Sucesso, Attaque 77, Franz Ferdinand, Korn, La Vela Puerca, Rata Blanca, No te va gustar, Divididos, Bersuit Vergarabat, entre muchos otros.
En el 2018, el grupo anunció su gira de despedida y retiro de los escenarios denominada #ChauLocuraTour, alegando que es momento de dar lugar a la nueva generación de artistas.

## Discografía

### Álbumes de estudio
- Kasero, Sucio y Barato (1999)
- Kai’monomacaco (2004)
- Sacoleiro Mágico (2008)
- Amoto Lado B (2013)

### EP
- Marangatú Rapai (2015)
- Mad Professor vs Revolber FX (2015)

## Videografía

### Videos musicales
- Huye Hermano (2012)
- Chica Tutuka (2014)

### DVD y documentales
- Vivo en Tacumbú (2010)
- Un Revolber en la Chaca (2011)